# Storkyrkan
A Storkyrkan (magyarul: Nagytemplom, vagy hivatalos nevén Szent Miklós-templom, svédül: Sankt Nikolai kyrka, ismert még mint Stockholmi katedrális), Stockholm legrégebbi temploma, ami a Gamla stanban, a svéd királyi palota közvetlen szomszédságában található. A templom építése a 13. században vette kezdetét, felszentelésére 1306-ban került sor a névadó, Szent Miklós tiszteletére. A Storkyrkan sokáig Stockholm egyetlen plébániatemploma volt, és kezdettől fogva a svéd királyi családhoz tartozott. 1942-es létrehozása óta ez a stockholmi egyházmegye főtemploma, a stockholmi püspök székhelye.
Az épület belül továbbra is őrzi késő középkori csarnoktemplom jellegét, míg kívülről egységesen barokk stílusú, ami a 18. században végrehajtott változtatások eredménye. Svédország történelmében jelentős szerepet játszott a templom: a reformáció idején itt celebráltak először szentmisét svéd nyelven, valamint több svéd uralkodó koronázási helyszíneként is szolgált. A közelmúltban, 2010-ben itt zajlott Viktória koronahercegnő és Daniel Westling esküvője.

## Fordítás
- Ez a szócikk részben vagy egészben  a   Storkyrkan című angol Wikipédia-szócikk fordításán alapul.  Az eredeti cikk szerkesztőit annak laptörténete sorolja fel. Ez a jelzés csupán a megfogalmazás eredetét és a szerzői jogokat jelzi, nem szolgál a cikkben szereplő információk forrásmegjelöléseként.